# 解決師
《解決師》（英語：The Man Who Kills Troubles），中國大陸譯名《我的老師不簡單》，是香港電視廣播有限公司所拍攝及製作的時裝、警匪、懸疑、犯罪的電視劇集，取用阿萊艾美拉攝影機拍攝。由王浩信、唐詩詠、陳敏之及張頴康領銜主演，並由馮盈盈、張曦雯、李天翔、苗可秀及胡琳聯合演出，並由唐文龍、夏雨、羅蘭、麥玲玲及菊梓喬特別演出，監製為陳志江，總監製為劉家豪。
該劇為2019無綫節目巡禮19部劇集之一及2019年香港國際影視展10部推介劇集之一，亦為無線電視52周年3部台慶劇之一。同时也是TVB星河频道在2022年中星河周年钜献时段剧集之一。

## 演員表

### 蔣家
| 演員            | 角色           | 暱稱／關係 |
| 羅樂林          | 蔣 滔          | 蔣生、滔哥 滔天集團主席／進興龍頭，於第11集退出進興 與喬奕鋒之死敵 陳美霞之夫 蔣家榮之父，於第10集得知其不願退出黑道後與其不和，於第13集與其反目 蔣穎欣之父 項頌如之養父 高志勇之好友 患有腦血管瘤，於第11集得知蔣家榮成為進興龍頭後病發昏倒，於第12集接受腦部手術後險被龍少鳳指使的手下暗殺，在敖熙辰及蔣穎欣的幫助下成功逃避暗殺 于第16集被S用乙酰胆碱的襟花换走自己的襟花，导致自己心脏麻痹身亡 |
| 苗可秀          | 陳美霞         | 蔣太 蔣滔之妻 蔣家榮之母，於第17集反目，最後和好 蔣穎欣之母 早年為保護蔣穎欣而被蔣滔之仇家斬至下肢癱瘓 於第17集與蔣家榮斷絕母子關係 於第18集前往澳洲 於第28集返港聽審 于第30集回到墨尔本 |
| 李日昇 （少年） | 蔣家榮         | 太子、家榮 滔天集團董事總經理，於第12集成為滔天集團代理主席，於第13集被蔣滔解僱／進興第二把交椅，於第11集成為進興龍頭 蔣滔之子，於第13集反目 陳美霞之子，於第17集反目，最後和好 蔣穎欣之兄，於第17集反目，最後和好 喬奕鋒之合作對象，後因其派S暗殺蔣滔而反目 與馬幗纓、文武勾結，于第23集與馬幗纓反目 表面上做事為求目的不擇手段，但實則非常重視親情不容許任何人傷害家人，而且其本性不壞 早年被蔣滔仇家刺穿左手，導致左手需要戴着手套保護 於第10集被蔣滔得知不願退出黑道後與其不和，於第13集與其反目，被逐出家門 於第14集離開蔣家 於第16集為蔣滔被殺一事怪責喬奕鋒結果反被其毆打而心中不憤 於第17集被陳美霞在蔣滔喪禮上斷絕母子關係 於第18集起與文浩全勾結，於第25集反目 於第27集為了保護蔣穎欣而被S刺傷，後被警方拘捕 於第28集承認自稱三合會幹事、管理非法社團及洗黑錢所有罪名，並被交代監禁四年                                                        |
| 李天翔          | 蔣家榮         | 太子、家榮 滔天集團董事總經理，於第12集成為滔天集團代理主席，於第13集被蔣滔解僱／進興第二把交椅，於第11集成為進興龍頭 蔣滔之子，於第13集反目 陳美霞之子，於第17集反目，最後和好 蔣穎欣之兄，於第17集反目，最後和好 喬奕鋒之合作對象，後因其派S暗殺蔣滔而反目 與馬幗纓、文武勾結，于第23集與馬幗纓反目 表面上做事為求目的不擇手段，但實則非常重視親情不容許任何人傷害家人，而且其本性不壞 早年被蔣滔仇家刺穿左手，導致左手需要戴着手套保護 於第10集被蔣滔得知不願退出黑道後與其不和，於第13集與其反目，被逐出家門 於第14集離開蔣家 於第16集為蔣滔被殺一事怪責喬奕鋒結果反被其毆打而心中不憤 於第17集被陳美霞在蔣滔喪禮上斷絕母子關係 於第18集起與文浩全勾結，於第25集反目 於第27集為了保護蔣穎欣而被S刺傷，後被警方拘捕 於第28集承認自稱三合會幹事、管理非法社團及洗黑錢所有罪名，並被交代監禁四年                                                        |
| 黃雪兒 （童年） | 蔣穎欣／陳穎欣 | Jovy、穎欣、蔣小姐、Miss Chan 1987年出生，2019年逝世 樂濟會范根紀念中學老師，於第17集辭職／滔天集團主席（第20集起）／前大學樂團團員 蔣滔、陳美霞之女 蔣家榮之妹，於第17集反目，最後和好 項頌如之好友，與其情同家人 與喬奕鋒之死敵 因不滿兼討厭自己黑幫家族身分，所以離開香港到澳洲讀書，對蔣滔極為冷淡，在第7集與其和好 在十八歲領取成人身份證時改隨陳美霞姓改姓陳 不滿敖熙辰的教學態度，後對其改觀並暗戀其，於第10集在曾心怡及陳佩慧的幫助下向其表白，雖被其婉拒，但仍然深愛其，第19集成為其女友 於第6集被喪昇及其手下綁架，後被敖熙辰救回 於第15集被擄，於第16集證實為虛驚一場，其實為蔣滔對敖熙辰之試驗 於第17集接管滔天集團 於第18集與陳美霞前往澳洲及安頓其，於第20集返港 於第29集被喬奕鋒派出的Mark槍殺不遂，最終假裝被John以空包彈槍傷墮海，其後被其命人以快艇救回 於第30集被文浩全設局以蓖麻毒毒害，最終導致器官衰竭逝世，死後被安葬於澳洲墨爾本 |
| 唐詩詠          | 蔣穎欣／陳穎欣 | Jovy、穎欣、蔣小姐、Miss Chan 1987年出生，2019年逝世 樂濟會范根紀念中學老師，於第17集辭職／滔天集團主席（第20集起）／前大學樂團團員 蔣滔、陳美霞之女 蔣家榮之妹，於第17集反目，最後和好 項頌如之好友，與其情同家人 與喬奕鋒之死敵 因不滿兼討厭自己黑幫家族身分，所以離開香港到澳洲讀書，對蔣滔極為冷淡，在第7集與其和好 在十八歲領取成人身份證時改隨陳美霞姓改姓陳 不滿敖熙辰的教學態度，後對其改觀並暗戀其，於第10集在曾心怡及陳佩慧的幫助下向其表白，雖被其婉拒，但仍然深愛其，第19集成為其女友 於第6集被喪昇及其手下綁架，後被敖熙辰救回 於第15集被擄，於第16集證實為虛驚一場，其實為蔣滔對敖熙辰之試驗 於第17集接管滔天集團 於第18集與陳美霞前往澳洲及安頓其，於第20集返港 於第29集被喬奕鋒派出的Mark槍殺不遂，最終假裝被John以空包彈槍傷墮海，其後被其命人以快艇救回 於第30集被文浩全設局以蓖麻毒毒害，最終導致器官衰竭逝世，死後被安葬於澳洲墨爾本 |
| 林惜貞          | 昌 嫂          | 蔣家管家 阿昌之遺孀 |
| 張詩欣          | 張姑娘         | 陳美霞之私家看護 |

### 滔天集團
| 演員            | 角色   | 暱稱／關係 |
| 羅樂林          | 蔣 滔  | 蔣生、大蔣生 滔天主席 於第12集在接受腦部手術前授權項頌如為滔天集團代主席，但被蔣家榮以偽造的授權書奪權 參見蔣家 |
| 李天翔          | 蔣家榮 | 太子、細蔣生 董事總經理，於第12集以偽造的授權書成為滔天集團代理主席，後因項頌如申請臨時禁制令而無法調走公司資金，於第13集因偽造文書而被蔣滔解僱 Tracy之情夫 參見蔣家 |
| 唐詩詠          | 蔣穎欣 | Jovy、蔣小姐 主席（第20集起） 於第17集接管滔天集團，於第20集成為集團主席 參見蔣家 |
| 區明妙 （少年） | 項頌如 | 項小姐、頌如 董事總經理兼法律顧問／律師 於第30集成為代主席直至蔣家榮出獄為至 為滔天集團第二把交椅，地位先後僅次於蔣滔及蔣穎欣 蔣滔之養女 張天仁之妻 Tracy之大學同學兼室友兼好姊妹，於第22集反目，於第28集和好 於第12集獲蔣滔授權為滔天集團代主席，但被蔣家榮以偽造的授權書奪權 蔣穎欣之好友，與其情同家人 於第13集申請臨時禁制令，禁止蔣家榮調走公司資金 於第22集解僱Tracy及因互相出賣而反目，於第28集和好 |
| 陳敏之          | 項頌如 | 項小姐、頌如 董事總經理兼法律顧問／律師 於第30集成為代主席直至蔣家榮出獄為至 為滔天集團第二把交椅，地位先後僅次於蔣滔及蔣穎欣 蔣滔之養女 張天仁之妻 Tracy之大學同學兼室友兼好姊妹，於第22集反目，於第28集和好 於第12集獲蔣滔授權為滔天集團代主席，但被蔣家榮以偽造的授權書奪權 蔣穎欣之好友，與其情同家人 於第13集申請臨時禁制令，禁止蔣家榮調走公司資金 於第22集解僱Tracy及因互相出賣而反目，於第28集和好 |
| 王浩信          | 敖熙辰 | Orson、O、Mr. O、K、Mr. K、Karson 真正的解决师 保安總監（由第20集起） 前洪和解決師，代號為K 樂濟會范根紀念中學體育老師，於第20集辭職 高喜兒之男友 蔣穎欣之保鏢兼男友，因跟高喜兒相似，所以對其有好感，於第10集因未能放下高喜兒而婉拒其表白，但之後亦對其心動，於第19集接受蔣穎欣為女友 文浩全之好友，後得知其成為黑警而反目 近身搏擊術極之高超 John之徒弟兼好友，於第26集得知其為殺死高喜兒的兇手而假扮反目，於第29集和好 童年時目睹繼父虐待母親致死後殺死繼父 因頭部曾中槍而有對低至高頻聲音敏感的後遺症 於第1集被喬奕鋒嫁禍其殺害喬明鋒並派John協助其假死 於第6集救了被綁架的蔣穎欣 於第12集為保護蔣穎欣導致手臂被子彈擦傷 於第15集目睹蔣穎欣被擄而前往營救，於第16集證實為虛驚一場，其實為蔣滔對其之試驗 於第18集前往澳洲調查高喜兒之死因 於第19集被S槍傷 於第24集被喬奕鋒看穿為K，並被其派來的S捉走，威逼蔣穎欣蝕15憶賣出碼頭才釋放其，於第25集被救出時險再受S襲擊 於第26集得知John為殺死高喜兒的兇手後被喬奕鋒派來的殺手伏撃並施放毒氣，最終被其以解藥救回自己後與其反目，於第29集和好 於第28集被文浩全及傑佬設局陷害槍傷高志勇而被警方通緝，於第30集因宋巧盈指證文浩全而撤銷控罪及解除通緝令 於第30集追捕文浩全時因車禍受重傷，後被John救走，及後在猜萬夫人協助下偷渡到墨爾本接受治療，昏迷兩個月後甦醒並得知蔣穎欣之死訊，十分傷心 |
| 楊柳青          | Tracy  | 滔天集團秘書 蔣家榮之情婦，並暗中替其辦事 項頌如之助手大學同學兼室友兼好姊妹，於第22集被項頌如解僱及因互相出賣而反目，於第28集和好 於第13集暗中通知蔣家榮關於項頌如已取得蔣滔主席代理授權書一事 於第20集替蔣家榮抽起走私冰毒原材料的提貨單 於第21集被敖熙辰識破其內鬼身份 於第22集被蔣家榮派去色誘黃兆明 |
| 朱樂洺          | 強     | 蔣滔之貼身保鑣 於第7集起貼身保護蔣穎欣 於第12集被龍小鳳差派的殺手襲擊昏迷，後在蔣穎欣的要求下向警方謊稱殺手均由其擊倒以隱瞞敖熙辰的身份 |
| 章景恆          | 健     | 蔣滔之貼身保鑣 於第7集起貼身保護蔣穎欣 於第12集被龍小鳳差派的殺手襲擊昏迷，後在蔣穎欣的要求下向警方謊稱殺手均由其擊倒以隱瞞敖熙辰的身份 |
| 杜大偉          | George | 財務總監 |
| 張本立          | Oscar  | 高層 |
| 張智軒          | Chris  | 高層 |
| 利穎怡          |        | 職員（第17、23集） |
| 劉溫馨          | Candy  | 職員（第13、22-26集） |
| 羅欣羚          | Ruby   | 職員（第20-24、26、29集） |
| 謝芷倫          |        | 職員（第21集） |

### 樂濟會范根紀念中學
- 取景場地為香港聖公會何明華會督中學、香島中學、順德聯誼總會梁潔華小學及天秀欖球場。

| 演員                    | 角色     | 暱稱／關係 |
| 蔣志光                  | 余校長   | 校長 |
| 莊鍶敏                  | 莊副校   | 罰地魔 副校長 經常罰學生拖地 針對敖熙辰及5E班學生                                                                     |
| 王浩信                  | 敖熙辰   | O Sir 5E班班主任、體育老師、體育科主任兼欖球隊教練，於第20集辭職 參見滔天集團                                         |
| 唐詩詠                  | 陳穎欣   | Miss Chan、山小辣（學生改的花名） 5E班班主任、音樂老師兼長笛老師，於第17集辭職 參見蔣家                               |
| 鍾志光                  | 嚴Sir    | 中文科老師 |
| 周麗欣                  | Miss Lee | 老師 |
| 李麗霞                  | 姐       | 清潔工 |
| 丁子朗                  | 高喜俊   | 高俊、俊俊、阿俊 5E班學生／欖球隊正選隊員兼隊長 高志勇、許惠美之子 高喜兒之弟 曾心怡之暗戀對象，後成為其男友 参见高家 |
| 容天佑                  | 吳成澤   | 阿澤 5E班學生／欖球隊正選隊員 大雞之前手下 暗戀陳佩慧，後成為其男友                                                   |
| 焦浩軒                  | 朱展輝   | 朱展（豬展） 5E班學生／欖球隊正選隊員 於第5集被陳穎欣及敖熙辰發現其長期受到父親虐打                                   |
| 姚宏遠                  | 周仲朗   | 獨狼、阿朗 5E班學生／欖球隊正選隊員 於第21集無故被警方拘捕，後因發現事件與太子手下夫佬有關而獲釋                      |
| 郭 思                   | 曾心怡   | 心心 5E班學生／啦啦隊隊員 暗戀高喜俊，後成為其女友                                                                    |
| 陳嘉慧                  | 陳佩慧   | 佩佩 5E班學生／啦啦隊隊員 吳成澤之暗戀對象，後成為其女友                                                              |
| 吳卓衡 （配音：曹啟謙） | 張彥銘   | 馬糞 5D班學生／欖球隊正選隊員 富二代 對曾心怡有好感                                                                   |
| 關梓陽                  | 羅柏青   | Mark 5D班學生／欖球隊正選隊員                                                                                         |
| 譚焯升                  | 唐仲良   | Hugo 5D班學生／欖球隊正選隊員                                                                                         |
| 邵展鵬                  | 丁一山   | 5E班學生／欖球隊後備隊員                                                                                              |
| 周嘉全                  | 黃家興   | 5E班學生／欖球隊後備隊員                                                                                              |
| 張明偉                  | 林千殷   | 5E班學生／欖球隊後備隊員                                                                                              |
| 梁百川                  | 李雅麟   | 5E班學生／欖球隊後備隊員                                                                                              |
| 林浩文                  | 林成滿   | 5E班學生／欖球隊後備隊員                                                                                              |
| 余富根                  | 李國棟   | 5E班學生／欖球隊後備隊員                                                                                              |
| 丘梓謙                  | 余學德   | 5E班學生／欖球隊後備隊員                                                                                              |
| 羅永健                  | 李 歡    | 5E班學生／欖球隊後備隊員                                                                                              |
| 林映蔚                  | 沈 琪    | 5E班學生／啦啦隊隊員                                                                                                  |
| 胡美貽                  | 陳嘉雯   | Carmen 5E班學生／啦啦隊隊員                                                                                           |
| 彭翔翎                  | 何詠詩   | 5E班學生／啦啦隊隊員                                                                                                  |
| 孟希璘                  | 劉靜宜   | 5E班學生／啦啦隊隊員                                                                                                  |
| 黎寬怡                  | 李婉婷   | 5E班學生／啦啦隊隊員                                                                                                  |
| 梁雯蔚                  | 周詩婷   | 5E班學生／啦啦隊隊員                                                                                                  |
| 鄒兆霆                  | 大隻仔   | 5D班學生（第4集） |
| 陳戩浩                  | 阿 希    | 5D班學生（第4集） |
| 程浩駿                  | 肥 駒    | 5D班學生（第4集） |

### 進興 / 新進興
| 演員   | 角色   | 暱稱／關係 |
| 羅樂林 | 蔣 滔  | 蔣生、阿蔣 龍頭，後為了家人而卸任 於第11集宣布退出並將龍頭之位傳給彭天 於第15集與彭天、楊振輝及莫聰成立新進興以制衡蔣家榮 參見蔣家 |
| 李天翔 | 蔣家榮 | 太子 第二把交椅，後為龍頭 於第11集以彭天家人威脅其將龍頭之位傳給他 參見蔣家 |
| 杜燕歌 | 彭 天  | 天爺、阿彭 坐館，後為龍頭，不久被蔣家榮威迫下台，最後退出 蔣滔四名得力手下之一 與喬奕鋒之死敵 與楊振輝、莫聰不和，後和好 於第11集被蔣滔委任為下任龍頭，但後被蔣家榮以其家人要脅而退位 於第15集與蔣滔、楊振輝及莫聰成立新進興 |
| 陳少邦 | 楊振輝 | 輝仔、輝少 坐館，後退出 蔣滔四名得力手下之一 與蔣家榮、喬奕鋒之死敵 與彭天不和，後和好 脾氣衝動火爆 手下眾多 於第11集被蔣家榮設局讓警方拘捕 於第15集與蔣滔、彭天及莫聰成立新進興 於第21集被蔣家榮和馬幗纓插贜嫁禍，把一包冰毒放在其拍攝工場以誣陷滔天集團暗中販毒 於第25集与关芷琳到大帽山救敖熙辰 於第26集奉敖熙辰命令到Music Cafe保護蔣穎欣                                     |
| 鄭恕峰 | 莫 聰  | 師爺聰 坐館，後退出 蔣滔四名得力手下之一 與蔣家榮、喬奕鋒之死敵 經常虧空公款 擅長出謀獻策 於第11集被蔣家榮設局讓警方拘捕 於第15集與蔣滔、彭天及楊振輝成立新進興 |
| 洋     | 龍 蝦  | 阿蝦、蝦叔 前坐館 蔣滔四名得力手下之一 多年前被高志勇逮補，出獄後在蔣滔的幫助下在澳洲安頓 於第2集被提及，第18集正式登場 於第18集受蔣穎欣委託拯救敖熙辰 於第20集安頓到墨爾本暫避的陳美霞和蔣穎欣 |
| 黃嘉樂 | 龍少鳳 | 小鳳 太子心腹，進興頭目，于第24集曾一度反目，於同集和好 對蔣家榮極為忠心，蔣家榮在左手廢掉時曾稱其為太子的新左手 於第4集假裝投靠喪昇，並向其提供虛假情報 於第12集指使手下暗殺蔣滔，但事敗 於第24集被喬奕鋒和文浩全設局使蔣家榮追殺其，並被國邦救起，後救起險被蘇一龍槍殺的蔣家榮                                                                                                  |
| 董敬文 | 蘇一龍 | 阿龍、一龍哥 頭目，於第25集起在喬奕鋒扶植下成為實際話事人，於第28集起成為龍頭 彭天之頭馬，實被蔣家榮收買，後成為其手下，於第24集背叛蔣家榮投靠喬奕鋒，於第30集背叛喬奕鋒投靠文浩全 於第11集背叛並出賣彭天，協助蔣家榮綁架彭天之家人並威脅其交出龍頭之位 於第18集設局用車砸死葉思明 於第24集被喬奕鋒指使刺殺蔣家榮，但事敗 於第25集在喬奕鋒扶植下成為實際話事人 於第30集投靠文浩全 |
| 陳偉洪 | 關成海 | 阿海 頭目，實為臥底 彭天之頭馬 文浩全之下屬 Jane之男友 于第5集被喪昇殺害 |
| 衛志豪 | 夫 佬  | 陳姓 頭目 莫聰之頭馬，實被蔣家榮收買，後成為其手下 於第11集背叛莫聰，協助蔣家榮綁架彭天之家人並威脅其交出龍頭之位 於第21集利用周仲朗幫其運毒，又背叛蔣家榮，暗中虧空販賣冰毒所得的盈利，最後被敖熙辰擊昏並因涉嫌製毒而被警方拘捕 |
| 李興華 | 蛇仔威 | 頭目 楊振輝之頭馬，實被蔣家榮收買，後成為其手下 於第11集背叛楊振輝，協助蔣家榮綁架彭天之家人並威脅其交出龍頭之位 於第18集設局用車砸死葉思明 於第21集在葵青碼頭運送製冰毒的原材料時被敖熙辰攔截擊昏並因運毒被警方拘捕，後被蔣家榮和馬幗纓設局將罪名全推到其身上 |
| 黃耀煌 | 國     | 蔣家榮之得力手下 於第11集協助蔣家榮綁架彭天之家人並威脅其交出龍頭之位 於第14集擊昏並短暫禁錮宋巧盈 於第24集暗中救起被蔣家榮追殺的龍少鳳 |
| 譚坤倫 | 邦     | 蔣家榮之得力手下 於第11集協助蔣家榮綁架彭天之家人並威脅其交出龍頭之位 於第14集擊昏並短暫禁錮宋巧盈 於第24集暗中救起被蔣家榮追殺的龍少鳳 |
| 戴耀明 | 大 雞  | 大雞 進興小頭目，後退出並加入新進興 彭天之徒孫 吳成澤之前老大 於第4集被喪昇手下襲擊重傷 於第12集被小鳳派人追殺，被路過的高喜俊、吳成澤、朱展輝和周仲朗救起 |
| 王致狄 | 阿 水  | 進興小頭目，後退出並加入新進興 大雞老表 於第4集被喪昇手下襲擊重傷 於第12集被龍小鳳派人追殺，把重傷的大雞交託給路過的高喜俊、吳成澤、朱展輝和周仲朗 |
| 張彥博 | 傻 達  | 智障人士 被龍少鳳利用 於第13集誤以為宋巧盈刻意欺凌其而結怨 於第14集被文浩全毆打逼供，實為蔣家榮、龍少鳳和馬幗纓所設的局並拍下影片，令文浩全被停職 於第17集交代其在馬幗纓的安排下撤回投訴 |
| 何佩珉 |        | 扒手 龍少鳳之手下 |
| 簡家麒 |        | 大雞之手下 |
| 何晉樂 |        | 大雞之手下 |
| 鄭雋熹 |        | 大雞之手下 |
| 樓嘉豪 |        | 大雞之手下 |
| 李善   |        | 夫佬之手下 |

### 高家
| 演員   | 角色   | 暱稱／關係 |
| 李國麟 | 高志勇 | 高Sir 許惠美之夫 高喜兒、高喜俊之父 於第20集從敖熙辰得知高喜兒的死並非意外，並得知敖熙辰之身份及過去 參見：有組織罪案及三合會調查科 |
| 文雪兒 | 許惠美 | May姨 樹苗青年中心幹事／樹苗青年中心補習老師 高志勇之妻 高喜兒、高喜俊之母 |
| 張曦雯 | 高喜兒 | Chloe 1991年出生，2016年逝世 澳洲留學生／化學教授助理／大學樂團團員 吳氏研究小組組員 高志勇、許惠美之女 高喜俊之姊 敖熙辰之女友 於第1集被喬明鋒指使的John所殺，後偽裝成其因實驗室爆炸而死                                                    |
| 丁子朗 | 高喜俊 | 高俊、俊俊、阿俊 5E班學生／欖球隊隊員 高志勇、許惠美之子 高喜兒之弟 曾心怡之暗戀對象，後為其男友 於第18集從敖熙辰得知高喜兒的死並非意外，並得知敖熙辰之身份及過去 於第29集聯合吳成澤，周仲朗，朱展輝協助蔣穎欣到敖熙辰家中下載進興的犯罪資料 |

### 洪和堂
| 演員       | 角色       | 暱稱／關係 |
| 羅 鴻      | 喬明鋒     | 喬爺 洪和龍頭 喬奕鋒之兄 於第1集指使John殺害高喜兒後偽裝其因實驗室爆炸而死，而被喬奕鋒得知此事而設局殺死 |
| 彭皓鋒     | 喬奕鋒     | 喬生 洪和新龍頭 喬明鋒之弟，在其死後成為洪和龍頭 蔣家榮之合作對象，後因派S殺死蔣滔而反目 敖熙辰、蔣穎欣、項頌如、蔣滔、彭天、楊振輝之死敵 於第1集指使John殺害高喜兒後偽裝其因實驗室爆炸而死，以及設局殺死喬明鋒并嫁禍予K 於第15集由澳洲前往香港 於第16集因不滿蔣家榮無法解決新舊進興之間的紛爭，遂派S殺死蔣滔 於第18集派S從吳穎妮及高喜兒處偷取記錄了製冰毒公式的筆記簿 於第24集看穿敖熙辰為K並派S捉走其 於第25集起開始與文浩全合作，最後反目 於第26集派殺手伏撃並向敖熙辰及John施放毒氣 於第29集派Mark槍殺蔣穎欣並搶走藏有文浩全罪證的手機，最終事敗 於第30集被文浩全擊斃 |
| 莫家淦     | 翁佑鈞     | Ray 洪和管帳 會計師 喬奕鋒之左右手 於第1集派手下追緝敖熙辰 於第15集由澳洲前往香港 於第29集設局把黑錢匯給敖熙辰以陷害其 於第30集被敖熙辰和文浩全綁架，引導喬奕鋒親自下令清除洗黑錢的紀錄，成為其罪證。一個月後，為喬奕鋒報仇行刺文浩全，雖然最終被對方刺殺但同時擊斃了對方 |
| 詹秉熙     | John       | Mr. J 退任洪和解決師，代號為J 身手更勝敖熙辰 關芷林之病人兼朋友，一直暗中與對方保持聯絡,並與其有感情線 K之師父兼好友兼殺女友仇人，於第26集假扮反目，最終於第29集和好 於第1集受喬明鋒及喬奕鋒指使殺死高喜兒後協助K假死以避追殺及時將K送到關芷林治療其及為其更改身份為O 於第25集暗中槍傷S，後被喬奕鋒、S發現 於第26集被喬奕鋒派來的殺手伏撃並施放毒氣，最終被關芷林救回但出現腦部缺氧出現的後遺症 於第29集與K和好，後假裝以空包彈槍傷蔣穎欣並命人以快艇救回其 |
| 王浩信     | K          | Mr. K 前任洪和解決師 專責幫黑幫處理一些不能解決的難題 於第1集被喬奕鋒嫁禍殺死喬明鋒，後以假死逃回香港 被S看穿其與敖熙辰為同一人 參見滔天集團 |
| 陳志健     | S          | 新任洪和解決師 擅長使用乙酰膽鹼殺人 於第1集模仿K的槍法及用K的特製子彈殺死喬明鋒，再嫁禍予K 於第9集受喬奕鋒指使殺死盧志發 於第16集登场，同集受喬奕鋒指使，用乙酰膽鹼的襟花換走蔣滔的襟花而令蔣滔心臟麻痺致死 於第18集從吳穎妮家取得記錄了製冰毒方式的筆記簿後殺害其 於第19集懷疑敖熙辰真正身份為K，並槍傷其 於第24集受喬奕鋒指使捉走敖熙辰 於第25集企圖再襲擊敖熙辰不遂兼被John槍傷 於第26集企圖刺傷敖熙辰及John不遂反被敖熙辰刺傷左眼引致永久失明 於第27集刺傷保護蔣穎欣的蔣家榮，令對方被警方拘捕，而自己欲行刺蔣穎欣時被文浩全擊斃                                       |
| 何廣沛     | Mark       | 洪和殺手 於第29集企圖暗殺蔣穎欣，但被John制服並用其手機向喬奕鋒傳達任務完成的訊息 |
| Joe Junior | Tomson Goh | 吳教授 澳洲籍新加坡人 化學教授 吳氏研究小組之負責教授 與洪和合作製造冰毒 於第19集被敖熙辰槍傷 |
| 鄧嘉傑     |            | 喬明鋒之手下 |
| 李顯曜     |            | 喬明鋒之手下 |
| 陳國峰     |            | 客貨車司機 / 目標人物 於第1集因背叛洪和而被K捉拿，後被喬明鋒所殺 |
| 夏玉麟     |            | 華商會會長 / 目標人物 於第1集因背叛洪和，被喬明鋒派出的K槍殺 |

### 警隊
| 演員   | 角色  | 暱稱／關係 |
| 鄧英敏 | 林Sir | 總警司     |

#### 有組織罪案及三合會調查科
| 演員   | 角色   | 暱稱／關係 |
| 張文慈 | 馬幗纓 | Madam Ma 警司，實為黑警／前B組指揮官 馬悅彤之姊，為應付妹妹龐大的醫藥費而在文武的慫恿下成為黑警 文浩全、高志勇之上司，於第23集與文浩全反目 蔣家榮安插於警隊之臥底，於第23集反目 文武之前下屬，與其同為黑警 於第6集迫死喪昇 於第17集得知文浩全錯手殺死黃立群後誘導對方變節 於第22集被文浩全出賣而讓廉政公署協助調查 於第23集因被蔣家榮以馬悅彤性命威脅，最終在警署內吞槍自殺身亡 名字影射：《法證先鋒II》的馬幗英 |
| 張頴康 | 文浩全 | Man Sir A組指揮官／高級督察，第17集起為黑警，第30集最後放棄黑警身份打算逃到不丹，卻在廁所被翁佑鈞槍殺死亡 文武之子 馬幗纓之下屬，於第23集反目 宋巧盈之上司兼暗戀對象，於第23集起成為其男友並發生關係 傑佬、力王、老姜之上司 高志勇之同級兼好友，被對方得知自己黑警身份後反目 敖熙辰之好友，後被其得知成為黑警而反目 馬悅彤之暗戀對象 於第6集因喪昇在警署死亡，開始懷疑警隊有黑警並暗中展開調查 於第14集制服跟蹤宋巧盈的傻達，但因蔣家榮讓毆打傻達的片段在網上流傳，而需停職接受內部調查 於第16集得知文武為黑警而崩潰 於第17集與黃立群爭執期間錯手殺死其，本想報警自首，但被馬幗纓阻止而成為黑警 於第18集設局害死葉思明並開始與蔣家榮勾結，於第25集反目並開始與喬奕鋒合作，但最後也與喬奕鋒反目 於第22集向廉政公署告發馬幗纓為黑警，後獻計令蔣家榮迫使對方自殺 於第27集擊斃解決師S兼拘捕被其刺傷的蔣家榮 於第28集槍傷高志勇，並與同為黑警的傑佬設局嫁禍敖熙辰 於第30集背叛喬奕鋒並擊斃其，在得悉敖熙辰握有其罪證而追殺他，後被敖熙辰得知自己為毒害蔣穎欣之兇手而被其在爭鬥中打至重傷但最後得救，罪證亦因爆炸燒毀，暫時逃離刑責，於一個月後被為喬奕鋒報仇的翁佑鈞行刺，雖然最終刺殺了對方但同時也被對方擊斃 |
| 李國麟 | 高志勇 | 高Sir、勇哥、阿勇 C組指揮官／高級督察 許惠美之夫 高喜兒、高喜俊之父 馬幗纓之下屬 曾小麗、堅尼、何喜琛、咸蛋之上司 文浩全之同級兼競爭對手 文武之前同級 蔣滔之好友 於第28集被文浩全槍傷入院，並於第29集無恙醒來 於第30集交代因宋巧盈指證文浩全而令警方撤銷對敖熙辰的控罪及解除通緝令 |
| 張國強 | 文 武  | 大Man Sir、武哥、阿武 1958年出生，2008年逝世 已殉職 前B組指揮官，實為黑警 文浩全之亡父 蔣家榮安插於警隊之卧底 馬幗纓、呂兆林、黃立群、蘇偉圖、華叔之前上司，殉職後由馬幗纓接替其指揮官一職 高志勇之前同級 十年前因替太子之手下光頭勇脱罪而被呂兆林揭發其黑警身份，後在後巷試圖將其滅口時反被對方槍殺身亡 |
| 馮盈盈 | 宋巧盈 | Ace A組警員 文浩全之下屬，並暗戀其，於第23集成為其女友並發生關係 曾小麗之好友 於第22集發現文浩全及馬幗纓同為黑警，後在文浩全勸說下決定協助對方隱瞞此事心，並將能指證對方之錄音筆的內容銷毀 於第29集發現已懷孕，並多次勸對方改邪歸正，但不果，後偷走對方有勾結黑幫證據的手機打算交給蔣穎欣，後因心軟而放棄 於第30集在文浩全死後指證對方與傑佬槍傷高志勇後嫁禍敖熙辰，最終令警方撤銷對敖熙辰的控罪並解除通緝令 |
| 李忠希 | 傑 佬  | A組警員，於第27集起為黑警 文浩全之下屬 經常賭博，而欠下一大筆賭債 於第28集與文浩全設局嫁禍敖熙辰 |
| 黃得生 | 力 王  | A組警員 文浩全之下屬 |
| 李啟傑 | 老 姜  | A組警員 文浩全之下屬 |
| 李綺雯 | 曾小麗 | 小麗 C組警員 柔道高手 宋巧盈之好友，並協助其追求文浩全 高志勇之下屬 |
| 何偉業 | 堅 尼  | C組警員 高志勇之下屬 |
| 陳俊堅 | 何喜琛 | 嘻哈 C組警員 高志勇之下屬 |
| 胡 㻗  | 咸 蛋  | C組警員 高志勇之下屬 |
| 陳榮峻 | 黃立群 | 的士司機／前B組警員 得知文武的黑警身份 文武之前下屬 於第17集與文浩全爭執期間錯手被其殺死（第15-17、30集） |
| 李 岡  | 呂兆林 | 前B組警員 十年前發現文武為黑警，在後巷被其滅口 文武之前下屬 死後被馬幗纓將光頭勇的手槍放在其衣袋，以誣陷其為黑警（第15、17、22集） |

#### 毒品調查科
| 演員   | 角色   | 暱稱／關係 |
| 吳家樂 | 葉思明 | 葉Sir 1987年出生，2018年逝世 高級督察，於第15集晉升為總督察 何佑榮、陳子朗之上司 於第18集被文浩全以虛假情報引到廢車場，被一龍和蛇仔威設局砸死 |
| 江富強 | 何佑榮 | 毒品調查科督察 葉思明之下屬 |
| 范仲恆 | 陳子朗 | 毒品調查科警員 葉思明之下屬 |

#### 鑑證科
| 演員   | 角色   | 暱稱／關係                                                                                               |
| 鄧永健 | 布國棟 | 布Sir、Pro Sir 總督察 於第28集替文浩全驗出其手機上有敖熙辰及高志勇的指紋 名字同：《法證先鋒III》的布國棟 |

### 特別演出 / 特別客串
| 演員   | 角色     | 暱稱／關係 |
| 唐文龍 | 張天仁   | TY、張生、Mr. Cheung、天仁、仁仁 永王國際行政總裁／十一號碼頭售賣商家 項頌如之夫 黃永正之下屬，視其如恩人 於第22集登場，並與敖熙辰及陳穎欣代表滔天集團聯同綽行集團競標十一號碼頭方案 於第23集將十一號碼頭方案給予滔天集團 於第25集暗戀項頌如 於第26集與項頌如交往，但於同集被其誤會及憎恨 於第27集與項頌如和解 於第28集向項頌如求婚並訂婚 （第22、23、25-28、30集） |
| 夏 雨  | 大黃生   | 大黃生 永王國際老闆 黃兆明之父 張天仁之上司，待其如親生子 於第22集交代其得悉黃兆明欲與蔣家榮勾結及曾因賭博欠債後盜用公司資金，而解除其子在港所有職務 於第27集登場，並向項頌如解釋張天仁的過去 （第27集） 名字影射：《溏心風暴3》的黃永正 |
| 羅 蘭  |          | 龍少鳳之祖母 於第24集提及龍少鳳找其求救並要求其允許蔣家榮來以避追殺 於第25集正式登場，龍少鳳為協助蔣家榮以避喬奕鋒追殺並到其家 於第27集與龍少鳳、蔣家榮包餃子 於第28被文浩全追殺，後獲敖熙辰拯救 （第25、27、28、29集） |
| 麥玲玲 | 猜萬太太 | 猜萬夫人、夫人、猜萬小姐 泰國潮洲幫龍頭夫人 猜萬之妻 於第10集猜萬死後與Tony爭權 於第22集為報項頌如的救命之恩而在媒體上揭發蔣家榮的黑材料 於第30集項頌如提及其協助重傷並被警方通緝的敖熙辰偷渡到墨爾本 （第10、22集） |
| 菊梓喬 | Jane     | 咖啡店老闆 關成海之女友 於第5集約了關成海到咖啡店約會，但他沒有來找她 於第7集原打算向關成海求婚，但看到文浩全其手機得知關成海死訊 （第5、7集） |

### 其他演員
| 演員            | 角色       | 暱稱／關係 |
| 胡 琳           | 關芷林     | Linda、Dr. Kwan 香港腦神經外科醫生 John之專屬醫生兼朋友，仍暗中與其聯繫,並與其有感情線 敖熙辰之专属醫生兼好友                                                                  |
| 李成昌          | 華 叔      | 前O記B組警員／警署飯堂老闆 華嬸之夫 文武之前下屬 馬老闆之競爭對手 於第3集登場                                                                                                  |
| 吳香倫          | 華 嬸      | 警署飯堂老闆娘 華叔之妻 馬老闆之競爭對手 於第3集登場 |
| 葉凱茵          |            | 敖熙辰之母 十八年前（2000年）被丈夫虐打致死（第1集） |
| 張子            | Eric       | 小提琴師／前大學樂團團員 暗戀蔣穎欣，於第15集向其表白，但被其婉拒 |
| 文雅            | Christy    | 大提琴師／前大學樂團團員 蔣穎欣之大學同學兼好友 |
| 趙璧渝          | Kelly      | 小提琴師／前大學樂團團員 蔣穎欣之大學同學兼好友 |
| 朱滙林          | David      | 小提琴師／前大學樂團團員 蔣穎欣之大學同學兼好友 |
| 林子超          | Kevin      | 小提琴師 蔣穎欣之好友（第6集起） |
| 陳偲穎 （童年） | 馬悅彤     | 彤彤、阿彤 馬幗纓之妹 患有罕見病(陣發性夜間血紅素尿症) 暗戀文浩全 第11集登場 於第23集在馬幗纓死後離開香港，並跟隨其表姑媽到加拿大生活                                          |
| 紀 沛           | 馬悅彤     | 彤彤、阿彤 馬幗纓之妹 患有罕見病(陣發性夜間血紅素尿症) 暗戀文浩全 第11集登場 於第23集在馬幗纓死後離開香港，並跟隨其表姑媽到加拿大生活                                          |
| 曾偉權          |            | 敖熙辰之繼父 經常酒後虐打妻兒 十八年前（2000年）因殺死其妻而被童年的敖熙辰殺死（第1、5集）                                                                                     |
| 劉桂芳          | 張師奶     | 街市師奶（第2集） |
| 莫偉文          |            | 酒家老闆（第2集） |
| 吳子冲          |            | 超市店員（第2集） |
| 湯俊明          |            | 周仲朗之父（第4集） |
| 煒 烈           | 猜 萬      | 泰國潮州幫龍頭／毒梟 於第5集因背叛進興而被蔣家榮殺害（第4、5集） |
| 王俊棠          | Tony       | 泰國潮州幫龍頭／毒梟 猜萬之手下 在猜萬死後取代其成為龍頭（第8-10集） 於第22集交代已經被猜萬夫人解決                                                                            |
| 楊證樺          | 喪 昇      | 長昇龍頭 前進興成員，後背叛社團 於第6集被警方拘捕後在警署內被馬幗纓迫至用LAN線上吊自殺身亡（第4-6集）                                                                          |
| 曾海昌          | 阿 俠      | 長昇頭馬 於第6集被警方拘捕（第4-6集） |
| 關浩揚          | 泥 鰍      | 長昇頭馬 於第6集被警方拘捕（第4-6集） |
| 黃榮燊          |            | 喪昇之手下（第4-6集） |
| 梁裕恆          |            | 喪昇之手下（第4-6集） |
| 伍禮騫          |            | 喪昇之手下（第4-6集） |
| 邵卓堯          |            | 的士司機 朱展輝之父 因吸毒而性情大變，並經常虐打朱展輝兩兄弟 於第5集因被陳穎欣及敖熙辰揭發其毒駕並用刀斬傷其妻而被捕（第5集）                                                  |
| 曾慧雲          |            | 朱展輝之母 於第5集被其夫斬傷後送院（第5集） |
| 梁凱維          |            | 小學生 朱展輝之弟 其及其兄長期受到父親虐打（第5集） |
| 秦啟維          | 盧志發     | Andy 吳氏研究小組組員 吳穎妮之男友 高喜兒之同事 於第8、9集收買他人到高家偷取高喜兒的化學筆記以得悉製毒方法不遂，後在駕車期間因心臟麻痺致死，實為被喬奕鋒指使的S暗殺（第8-9集） |
| 郭千瑜          | 吳穎妮     | Winnie 盧志發之女友 於第18集因心臟麻痺而死，實為被喬奕鋒指使的S暗殺（第9、13、18集）                                                                                           |
| 李旻芳          |            | 記者（第7集） |
| 劉芷希          |            | 珠寶店店員（第7集） |
| 黃梓瑋          |            | 項頌如之母 長期病患者，已去世（第8集） |
| 程 皓           |            | 護士（第8集） |
| 宋 雯           |            | 工作人員（第11集） |
| 崔錦棠          | 陸舜民     | 醫生（第11集） |
| 丁樂鍶          |            | 護士（第11-12、16、19-20集） |
| 黃凱琪          |            | 護士（第11-13集） |
| 文浚溢          |            | 彭天之外孫 於第11集遭蔣家榮之手下綁架，以威迫彭天交出龍頭之位（第11集） |
| 潘梓鋒          | 司徒國樑   | 醫生 於第12集被龍小鳳指使的手下伏擊，後被人假冒其暗殺蔣滔，但事敗（第12集） |
| 余應彤          |            | 便衣警員（第12、28-29集） |
| 司徒暉          |            | 便衣警員（第12集） |
| 張漢斌          |            | 醫生（第16集） |
| 招浩明          |            | 醫生（第16集） |
| 陳靖雲          | Madam Law  | 警察（第16集） |
| 劉嘉琪          | 陳家琪     | （第18、22集） |
| 溫家偉          | 黃兆明     | Benson Wong、Ben少 永王國際老闆黃永正之子 富二代 蔣家榮之舊相識 對Tracy有好感 於第22集因項頌如將其之黑材料寄給黃永正，後因此被其父解除其香港總公司一切職務（第21-22集）        |
| 魏惠文          |            | 保安（第21集） |
| 林俊其          |            | 地產店職員（第21集） |
| 游莨維          |            | 記者（第22集） |
| 葉家泓          |            | 私家偵探（第22集） |
| 梁珈詠          |            | 張天仁之秘書（第22集） |
| 吳幸美          |            | 新聞主播（第23集） |
| 楊瑞麟          | Patrick Au | （第23集） |
| 沈愛琳          |            | 花店老闆娘（第24集） |
| 李嘉晉          |            | 醫護人員（第25-26集） |
| 郭田葰          | Adam       | （第26集） |
| 盧偉文          |            | Jazz Bar東主（第26集） |
| 祝文君          |            | 的士司機（第26集） |
| 陳狄克          | 牛 叔      | （第28集） |
| 易宇航          | 邱大狀     | （第28-29集） |
| 區軒瑋          |            | 法官（第28-29集） |
| 黃穎君          |            | 法庭書記（第28-29集） |

## 收視
本劇於香港無綫電視翡翠台及myTV SUPER7日跨平台總收視之紀錄：
| 週次 | 集數  | 日期                              | 收視率 | 備註                                         |
| 1    | 1-5   | 2019年10月14日-10月18日           | 21點   | 星期一至五總收視21.0點                       |
| 2    | 6-10  | 2019年10月21日-10月25日           | 25點   | 星期一至五總收視25.3點                       |
| 3    | 11-15 | 2019年10月28日-11月1日            | 25點   | 星期一至五總收視25.1點                       |
| 4    | 16-20 | 2019年11月4日-11月8日             | 21點   | 星期一至五總收21.9點                         |
| 5    | 21-25 | 2019年11月11日-11月15日           | 27點   | 星期一至五總收視26.9點                       |
| 6    | 26-30 | 2019年11月18日、11月20日-11月23日 | 25點   | 星期一、三至五總收視24.6點、星期六收視26.1點 |
| 全劇 | 全劇  | 全劇                              | 26點   | 全劇平均總收視25.68點                        |

## 獎項

### 萬千星輝頒獎典禮2019
| 年份               | 獎項                         | 單位             | 結果 |
| ------------------ | ---------------------------- | ---------------- | ---- |
| 2019               |                              |                  |      |
| 最佳劇集           | 解決師                       | 提名             |      |
| 最佳男主角         | 文浩全（張頴康 飾）          | 提名             |      |
| 最佳男主角         | 敖熙辰（王浩信 飾）          | 提名（最後五強） |      |
| 最佳女主角         | 項頌如（陳敏之 飾）          | 提名             |      |
| 最受歡迎電視男角色 | 文浩全（張頴康 飾）          | 提名             |      |
| 最受歡迎電視男角色 | 敖熙辰（王浩信 飾）          | 提名（最後五強） |      |
| 最受歡迎電視女角色 | 項頌如（陳敏之 飾）          | 提名             |      |
| 最佳男配角         | 蔣家榮（李天翔 飾）          | 提名             |      |
| 最佳男配角         | 龍少鳳（黃嘉樂 飾）          | 提名             |      |
| 飛躍進步男藝員     | 高喜俊（丁子朗 飾）          | 提名（最後兩強） |      |
| 飛躍進步女藝員     | 高喜兒（張曦雯 飾）          | 獲獎             |      |
| 最受歡迎電視歌曲   | 天知（主唱：梁釗峰、陳健安） | 提名             |      |
| 最受歡迎電視歌曲   | 愛不起（主唱：王浩信）       | 提名             |      |

## 軼事
- 此劇的概念與韓劇《THE K2》、動漫《暗殺教室》以及2011年劇集《點解阿Sir係阿Sir》有不少相似之處而惹來不少迴響；亦是繼2004年《青出於藍》、2011年《點解阿Sir係阿Sir》、2017年《老表，畢業喇！》後，無線電視21世紀第四部時裝校園題材的電視劇。
- 由於TVB精簡架構及裁員，此劇成為在16號錄影廠製作的最後一套劇集。[4]
- 受反對修訂逃犯條例示威活動影響，無綫曾考慮將此劇抽起延播，最終撤回有關安排並如期在2019年10月14日首播。
- 此劇是梁釗峰及陳健安首次以獨立歌手身份為無綫電視劇集主唱主題曲，二人所屬的團體C AllStar曾於2015年為《潮拜武當》及《鬼同你OT》主唱主題曲。
- 此劇是王浩信繼2015年《東坡家事》、2016年《致命復活》、2017年《溏心風暴3》及2018年《兄弟》後连续第5年擔任台慶劇男主角，亦是他本人自加入無綫電視以來第9度參演台慶劇。
- 此劇是男女主角王浩信和唐詩詠繼《不懂撒嬌的女人》後再度合作。
- 此劇「蔣穎欣」原定由岑麗香飾演，因她不續約，改由唐詩詠出演。[5]
- 此劇是夏雨（時隔2年）、彭皓鋒（時隔6年）、詹秉熙（時隔21年）後再度參與拍攝的無綫電視劇集。
- 此劇是黃嘉樂和李天翔繼《金石良緣》後再度合作。
- 此劇由第18集起改劇集片頭及片尾，但仍然是同一首歌。
- 此劇是羅樂林和李天翔繼《賭場風雲》後再度飾演父子。
- 此劇是李天翔在無綫電視的告別作。
- 此劇大部分劇組及藝員曾經拍攝過《愛·回家之開心速遞》、《溏心風暴3》或《白色強人》。
- 此劇是張頴康繼《談情說案》、《師父·明白了》、《城寨英雄》後第四度飾演反派。
- 此劇是張文慈繼亞洲電視《情陷夜中環》後再度飾演反派。

## 記事
- 2018年6月22日：此劇於14:00在將軍澳電視廣播城16廠舉行造型記者會。
- 2018年6月27日：此劇開鏡。
- 2018年7月18日：此劇於15:00在將軍澳電視廣播城16廠進行開鏡拜神儀式。
- 2018年7月23日：此劇在天水圍拍外景。
- 2018年8月14日：此劇於14:00在將軍澳電視廣播城16廠舉行拍攝探班。
- 2018年12月7日：此劇於18:00在尖沙咀彌敦道90-94號頂好海鮮酒家舉行煞科宴。
- 2019年10月3日：本劇於12:30在將軍澳唐德街3號香港九龍東皇冠假日酒店1樓宴會廳2舉行「強勢登場」記者會。
- 2019年10月10日：本劇於15:00在將軍澳工業邨駿才街77號電視廣播城十六廠舉行「型格登場」記者會。
- 2019年10月13日：製作特輯《台慶強勢列陣 - 解決師》於22:30-23:00在翡翠台播映。

## 外部連結
- 解決師 - 無線電視官方網頁 （页面存档备份，存于）
- 解決師 - TVBAnywhere 北美官方網站 （页面存档备份，存于）
- 解決師 - MyVideo （页面存档备份，存于）
- 台慶劇《解決師》隱世專家除難解困.TVB Weekly.2019-10-11 （页面存档备份，存于）
- 豆瓣电影上《解決師》的資料 （简体中文）

## 電視節目的變遷
| 香港 無綫電視翡翠台／ 澳門 TVB Anywhere翡翠台 星期一至五 21:30-22:30 · 11月19日暫停播映 · 11月23日（星期六）21:30-22:30 | 香港 無綫電視翡翠台／ 澳門 TVB Anywhere翡翠台 星期一至五 21:30-22:30 · 11月19日暫停播映 · 11月23日（星期六）21:30-22:30 | 香港 無綫電視翡翠台／ 澳門 TVB Anywhere翡翠台 星期一至五 21:30-22:30 · 11月19日暫停播映 · 11月23日（星期六）21:30-22:30 |
| --- | --- | --- |
| | 解決師 （2019.10.14 - 2019.11.23）                                                                                      | |
| 金宵大廈 （2019.09.16 - 2019.10.13）                                                                                    | 多功能老婆 （2019.11.25 - 2019.12.27）                                                                                  | |

| 翡翠台下午劇集時段 星期一至五 14:45-15:45    | 翡翠台下午劇集時段 星期一至五 14:45-15:45 | 翡翠台下午劇集時段 星期一至五 14:45-15:45 |
| -------------------------------------------- | ----------------------------------------- | ----------------------------------------- |
|                                              | 解決師 （2024.03.25 - 2024.05.03）        |                                           |
| 點解阿Sir係阿Sir （2024.02.09 - 2024.03.22） | 宮心計 （2024.05.06 - 2024.06.19）        |                                           |

香港以外地區播放
| 新加坡、 马来西亚 翡翠台 星期一至五 21:30-22:30 · 11月19日暫停播出 | 新加坡、 马来西亚 翡翠台 星期一至五 21:30-22:30 · 11月19日暫停播出 | 新加坡、 马来西亚 翡翠台 星期一至五 21:30-22:30 · 11月19日暫停播出 |
| ------------------------------------------------------------------ | ------------------------------------------------------------------ | ------------------------------------------------------------------ |
|                                                                    | 解決師 （2019.10.14 - 2019.11.23）                                 |                                                                    |
| 金宵大廈 （2019.09.16 - 2019.10.13）                               | 多功能老婆 （2019.11.25 - 2019.12.27）                             |                                                                    |

| 马来西亚 Astro AOD、Astro AOD HD 星期一至五 21:30-22:30 · 11月19日暫停播出 | 马来西亚 Astro AOD、Astro AOD HD 星期一至五 21:30-22:30 · 11月19日暫停播出 | 马来西亚 Astro AOD、Astro AOD HD 星期一至五 21:30-22:30 · 11月19日暫停播出 |
| -------------------------------------------------------------------------- | -------------------------------------------------------------------------- | -------------------------------------------------------------------------- |
|                                                                            | 解決師 （2019.10.14 - 2019.11.23）                                         |                                                                            |
| 金宵大廈 （2019.09.16 - 2019.10.13）                                       | 多功能老婆 （2019.11.25 - 2019.12.27）                                     |                                                                            |

| 新加坡 HUB戲劇首選 星期一至五 21:30-22:30 · 11月19日暫停播出 | 新加坡 HUB戲劇首選 星期一至五 21:30-22:30 · 11月19日暫停播出 | 新加坡 HUB戲劇首選 星期一至五 21:30-22:30 · 11月19日暫停播出 |
| ------------------------------------------------------------ | ------------------------------------------------------------ | ------------------------------------------------------------ |
|                                                              | 解決師 （2019.10.14 - 2019.11.23）                           |                                                              |
| 金宵大廈 （2019.09.16 - 2019.10.13）                         | 多功能老婆 （2019.11.25 - 2019.12.27）                       |                                                              |

| 澳洲 無綫翡翠台 星期二至六 21:30 - 22:30 11月20日暫停播出 | 澳洲 無綫翡翠台 星期二至六 21:30 - 22:30 11月20日暫停播出 | 澳洲 無綫翡翠台 星期二至六 21:30 - 22:30 11月20日暫停播出 |
| --------------------------------------------------------- | --------------------------------------------------------- | --------------------------------------------------------- |
|                                                           | 解決師 （2019.10.15 - 2019.11.24）                        |                                                           |
| 金宵大廈 （2019.09.17 - 2019.10.14）                      | 多功能老婆 （2019.11.26 - 2019.12.28）                    |                                                           |

| 新加坡 HUB娛家戲劇台 劇集首映 星期一至五 20:00 - 21:00 | 新加坡 HUB娛家戲劇台 劇集首映 星期一至五 20:00 - 21:00 | 新加坡 HUB娛家戲劇台 劇集首映 星期一至五 20:00 - 21:00 |
| ------------------------------------------------------ | ------------------------------------------------------ | ------------------------------------------------------ |
|                                                        | 解決師 （2020.01.28 - 2020.03.09）                     |                                                        |
| 她她她的少女時代 （2019.12.31 - 2020.01.27）           | 多功能老婆 （2020.03.10 - 2020.04.13）                 |                                                        |

| 美国 TVBe 星期一至五 黃金劇場 時段 16:00-17:00 | 美国 TVBe 星期一至五 黃金劇場 時段 16:00-17:00 | 美国 TVBe 星期一至五 黃金劇場 時段 16:00-17:00 |
| ---------------------------------------------- | ---------------------------------------------- | ---------------------------------------------- |
|                                                | 解決師 （2019.10.14 - 2019.11.23）             |                                                |
| 金宵大廈 （2019.09.16 - 2019.10.13）           | 多功能老婆 （2019.11.25 - 2019.12.27）         |                                                |

| 美国 TVB1 星期一至五 黃金劇場 東岸時間 20:00－21:00 | 美国 TVB1 星期一至五 黃金劇場 東岸時間 20:00－21:00 | 美国 TVB1 星期一至五 黃金劇場 東岸時間 20:00－21:00 |
| --------------------------------------------------- | --------------------------------------------------- | --------------------------------------------------- |
|                                                     | 解決師 (2022.09.05 - 2022.10.14)                    |                                                     |
| 痞子殿下 (2022.08.01 - 2022.09.02)                  | 下流上車族 （2022.10.17 - 2022.11.11）              |                                                     |

| 新加坡 佳乐台 9:00 热播剧时段 星期一至四 21:10-22:00 | 新加坡 佳乐台 9:00 热播剧时段 星期一至四 21:10-22:00 | 新加坡 佳乐台 9:00 热播剧时段 星期一至四 21:10-22:00 |
| ---------------------------------------------------- | ---------------------------------------------------- | ---------------------------------------------------- |
|                                                      | 解決師 (2020.3.18.- 2020.5.7.)                       |                                                      |
| 牛下女高音 （2020.1.23 - 2020.3.17）                 | 多功能老婆 （2020.05.11 - 2020.06.22）               |                                                      |

| 靖洋戲劇台 星期一至五 22:00-23:00       | 靖洋戲劇台 星期一至五 22:00-23:00 | 靖洋戲劇台 星期一至五 22:00-23:00 |
| --------------------------------------- | --------------------------------- | --------------------------------- |
|                                         | 解決師 （2021年10月14日－）       |                                   |
| 金宵大厦 (2021年9月16日-2021年10月13日) | —                                 |                                   |

| 新加坡 新传媒U频道 亚洲最HIT戏剧 星期一至五 22:00 - 23:00 · （1月31日至2月2日因播映新春特備節目，而暂停播映3次。） · （電視播出華語版，電視台網站 www.mewatch.sg 提供華粵雙語版本） | 新加坡 新传媒U频道 亚洲最HIT戏剧 星期一至五 22:00 - 23:00 · （1月31日至2月2日因播映新春特備節目，而暂停播映3次。） · （電視播出華語版，電視台網站 www.mewatch.sg 提供華粵雙語版本） | 新加坡 新传媒U频道 亚洲最HIT戏剧 星期一至五 22:00 - 23:00 · （1月31日至2月2日因播映新春特備節目，而暂停播映3次。） · （電視播出華語版，電視台網站 www.mewatch.sg 提供華粵雙語版本） |
| --- | --- | --- |
| | 解決師 （2022年1月14日 - 2022年3月1日） PG13 | |
| 優雅的家 （2021年12月8日 - 2022年1月13日） | 谎言的谎言 （2022年3月2日 - 2022年3月31日) | |
| (重播) 星期六至日 23:30 - 00:30 | | |
| 檢法男女2(重播) （2022年10月29日 - 2023年1月8日） | 解決師 （2023年1月14日 - 2023年4月30日） | 我的愛麗絲(重播) （2023年5月6日 - 2023年7月16日） |

| 香港、 马来西亚、 新加坡 TVB星河频道 星河周年钜献时段 · 星期一至五 19:30 - 20:30 | 香港、 马来西亚、 新加坡 TVB星河频道 星河周年钜献时段 · 星期一至五 19:30 - 20:30 | 香港、 马来西亚、 新加坡 TVB星河频道 星河周年钜献时段 · 星期一至五 19:30 - 20:30 |
| -------------------------------------------------------------------------------- | -------------------------------------------------------------------------------- | -------------------------------------------------------------------------------- |
|                                                                                  | 解決師 （2022年11月14日 - 2022年12月23日）                                       |                                                                                  |
| 白色強人 （2022年10月10日－2022年11月11日）                                      | 過街英雄 （2022年12月26日－2023年1月20日）                                       |                                                                                  |